# Matronalia
Matronalia – rzymskie święto obchodzone przez zamężne kobiety (matrony) w dniu 1 marca, w tzw. calendae feminarum.
Podczas obchodów kobiety udawały się do gaju przy świątyni Junony z przydomkiem Lucina („Świetlista”) na Eskwilinie. Składały bogini w ofierze kwiaty i modliły się o szczęście w życiu małżeńskim, zaś w domu wyprawiały poczęstunek dla swych niewolników. Tego dnia mężczyźni obdarowywali żony prezentami.
Matronalia uważane są za pierwowzór Dnia Kobiet, a jego powstanie przypisuje się Romulusowi, legendarnemu założycielowi Rzymu.